# ابرنواختر نوع یکم ای
ابرنواختر نوع یکم ای (به انگلیسی: Type Ia supernova) در آن دسته از منظومه‌های دوتایی (دو ستاره که به دور یکدیگر می‌چرخند) دیده‌می‌شود که در آن‌ها یکی از ستاره‌ها یک کوتوله سفید است و ستارهٔ دیگر ممکن است هر اندازه‌ای از یک ستاره؛ غول‌پیکر گرفته تا کوتوله سفیدی حتی کوچکتر از اولی داشته باشد.
یک کوتولهٔ سفید در واقع بقایای یک ستاره است که چرخهٔ عمر طبیعی‌اش را کامل کرده‌است و همجوشی هسته‌ای آن پایان یافته‌است، هرچند که کوتوله‌های سفید با تنوع کربن-اکسیژن معمول نیز چنانچه دمایشان به حد کافی بالا برود، همچنان قابلیت واکنش‌های همجوشی بیشتر را خواهند داشت.
از لحاظ فیزیکی کوتوله‌های سفید کربن-اکسیژن با سرعت چرخش پایین نمی‌توانند جرمی بیشتر از ۱٫۳۸ جرم خورشیدی داشته باشند،
زیرا در جرم‌های فراتر از این حد دوباره شعله‌ور شده و در برخی موارد یک انفجار ابرنواختری به دنبال خواهند داشت. این حد جرم را اغلب حد چاندراسخار می‌نامند که البته تا حدودی گمراه کننده است زیرا مقدار آن کمی با حد مطلق چاندراسخار اختلاف دارد. در حد چاندراسخار، فشار تبهگنی الکترون قادر به جلوگیری از رمبش ماده نیست. چنانچه یک کوتوله سفید از ستاره همراهش در منظومه دوتایی جرم جذب کند، همچنانکه به حد جرم ذکر شده نزدیک می‌شود، دمای هسته آن بالاتر رفته و به حد لازم برای همجوشی هسته‌ای کربن می‌رسد.
این رده از ابرنواخترها به‌طور پیوسته و ثابت روشنایی حداکثری تولید می‌کنند که دلیل آن یکنواختی جرم کوتوله سفیدی است که از طریق مکانیزم جذب ماده جرم آن افزوده شده و منفجر گردیده‌است. ثابت بودن میزان روشنایی این ابرنواخترها باعث می‌شود که بتوان از آن‌ها به عنوان شمع استاندارد برای اندازه‌گیری فاصله کهکشان‌هایشان استفاده نمود، زیرا قدر ظاهری ابرنواخترها در درجهٔ نخست به فاصلهٔ آن‌ها بستگی دارد.